# Bobby Jones (golfista)
Bobby Jones, właśc. Robert Tyre Jones Jr. (ur. 17 marca 1902, zm. 18 grudnia 1971) – amerykański golfista. Nigdy nie przeszedł na zawodowstwo i zakończył karierę w szczytowym punkcie w wieku 28 lat.
Urodził się w Atlancie w Georgii i został od razu okrzyknięty cudownym dzieckiem golfa. Grę rozpoczął w wieku 4 lat, a 2 lata później wygrał swój pierwszy turniej w życiu. Prowadzony przez trenera Szkota Stewarta Maidena osiągał błyskawiczne postępy, by w wieku 18 lat zakwalifikować się do turnieju major US Open Golf, a w trzy lata później w 1923 roku wygrać ten turniej po raz pierwszy. Od tego roku do 1930 wygrywał 13 razy w 20 startach łącznie, z pierwszym w historii podwójnym zwycięstwem w 1926 w US Open Golf i British Open. W 1930 zrezygnował ze startów w turniejach i razem z Alistairem McKenzie rozpoczął prace nad budową pola golfowego Augusta National w mieście Augusta w Georgii. W 1934 rozegrano na tym polu pierwszy turniej Masters – do dziś jest zaliczany do czterech najważniejszych turniejów major tworzących razem wielki szlem golfa. Jones grał w tym turnieju co rok aż do 1948 roku, kiedy to rozpoznano u niego jamistość rdzenia kręgowego.

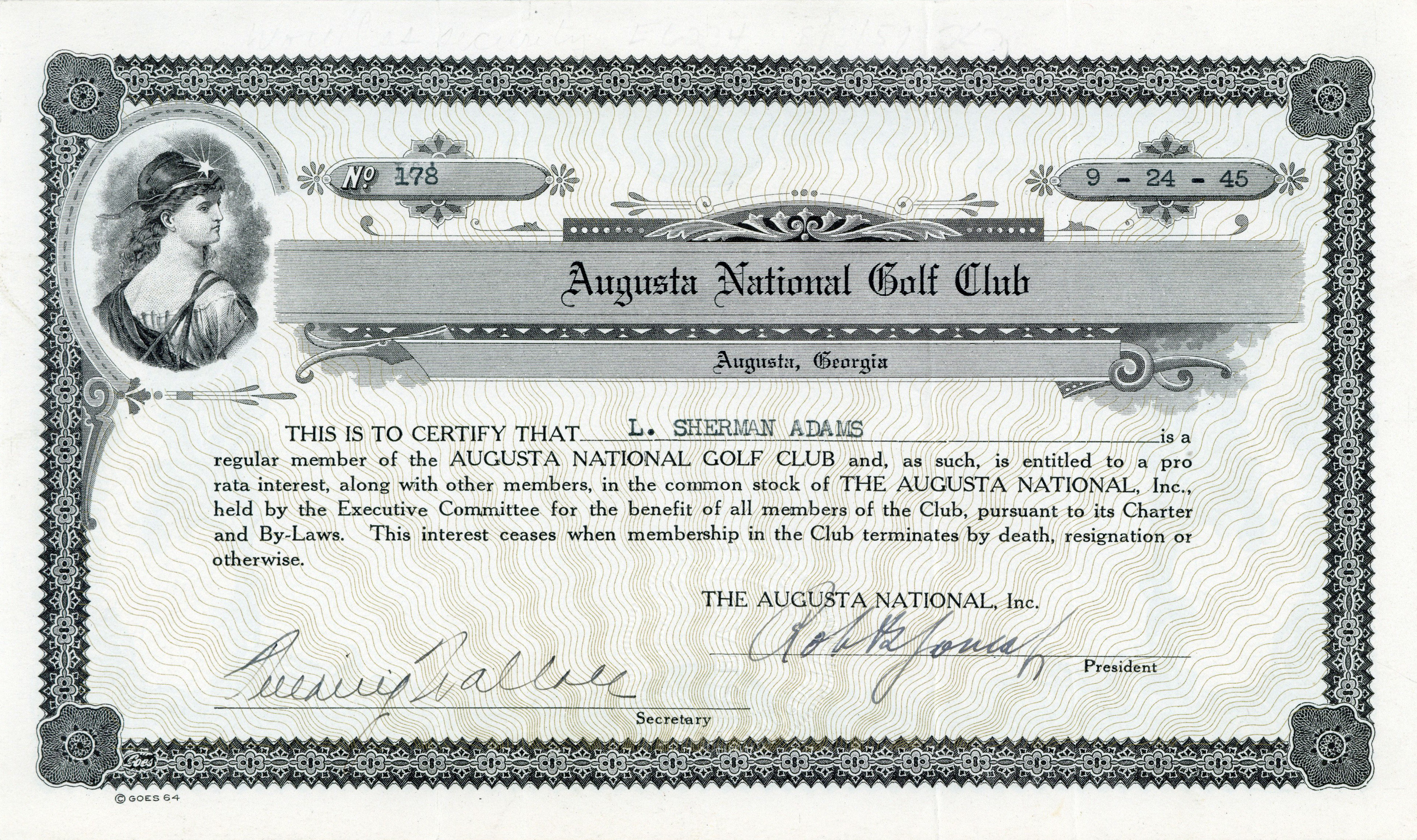
Akcja Augusta National Golf Club, wyemitowana 24 września 1945 r., podpisana własnoręcznie przez Bobby'ego Jonesa jako prezesa

Jones w swojej karierze wygrał 7 turniejów zaliczanych do obecnych major (4 razy US Open Golf i 3 razy British Open), jednakże ze względu na brak w tamtym czasie pozostałych dwóch tj. PGA Championship i Masters, który sam utworzył, do wielkiego szlema golfa zaliczano również mistrzostwa amatorów USA i Wielkiej Brytanii. Bobby Jones w 1930 wygrał wszystkie 4 turnieje i powszechnie uznaje się, że jako jedyny w historii zdobył wielkiego szlema.
Jones był zdolny nie tylko w grze w golfa, ale również w nauce. Zdobył B.S. Inżynierii Mechanicznej Georgia Tech w 1922 roku. Potem zdobył B.A. z literatury angielskiej w Harvard College w 1924 roku. Po zaledwie roku w szkole prawa na Uniwersytecie Emory zdał egzamin na adwokata. Zaraz potem Jones dołączył do kancelarii adwokackiej swojego ojca w Atlancie.
Bobby Jones ożenił się w 1924 roku z Mary Rice Malone. Mieli troje dzieci, Clara, Robert III i Mary Ellen. Kiedy odszedł na emeryturę z golfa w wieku 28 lat, skupił się na swojej praktyce prawnej w Atlancie. W tym samym roku 1930, został uhonorowany pierwszym James E. Sullivan Award, przyznawaną przez Amateur Athletic Union dla najwybitniejszych sportowców amatorów w Stanach Zjednoczonych.